# Фурман против Джорджии
Фурман против штата Джорджия 408 U.S. 238 (1972) — решение Верховного суда США, установившее фактический мораторий на смертную казнь на всей территории Соединённых Штатов вплоть до принятия решения по делу Грегг против Джорджии.

## Обстоятельства
Подсудимый, Уильям Генри Фурман, застрелил хозяина дома, в который он забрался для совершения кражи. Точные обстоятельства убийства неизвестны. При допросе в полиции Фурман заявил, что выстрелил вслепую во время отхода. На суде он заявил, что выстрел произошёл по неосторожности.
Суд признал вину Фурмана и приговорил его к смертной казни.

## Разбирательство
Дело было объединено с
- Джексон против Джорджии
- Бранч против Техаса

### Решение
Вердикт был вынесен per curiam.
Суд счёл, что в рассмотренных случаях смертная казнь представляла собой жестокое и необычное наказание и как таковое нарушало Восьмую поправку к Конституции. Изложение совпавших и особых мнений заняло более двухсот страниц, что хорошо иллюстрирует спорный характер дела.